# Universidad de Tabriz

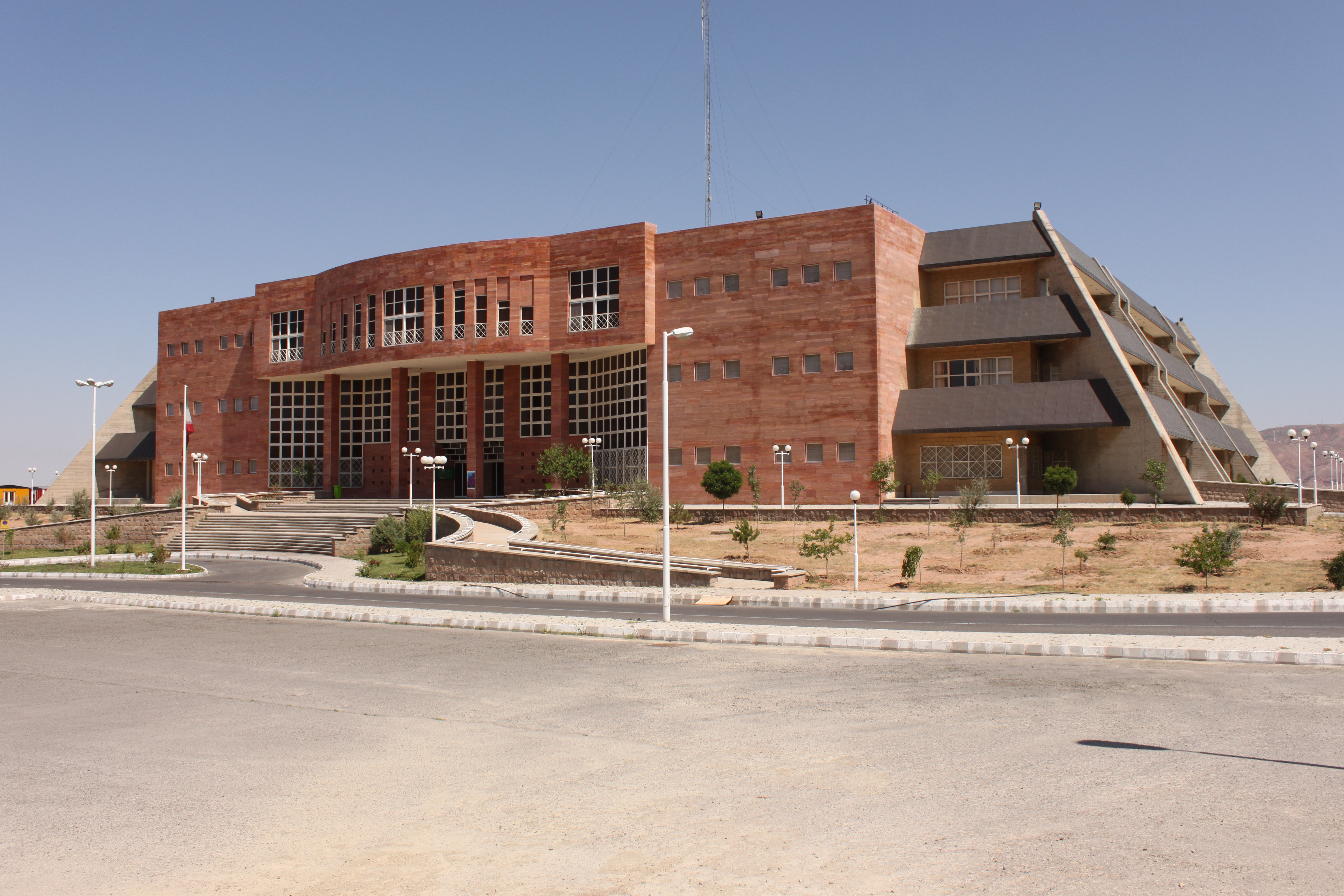
Biblioteca Central de la Universidad de Tabriz (junio de 2014)

La Universidad de Tabriz (persa: دانشگاه تبريز, Daneshgah-e Tabriz) es una universidad pública ubicada en Tabriz (Irán). Es la segunda universidad más antigua del país luego de la Universidad de Teherán y el instituto académico más grande del noroeste de Irán.
La universidad fue establecida en primer momento por el gobierno autónomo comunista de Azerbaiyán bajo el mando de Jafar Pishevari, quien abogaba por la ocupación soviética en el norte de Irán; esta primera fundación fue realizada el 12 de junio de 1946 y fue bautizada con el nombre de Universidad de Azerbaiyán (Azerí: Azerbaycan Universiteti) con facultades en Medicina, Agricultura y Pedagogía. La universidad cerró pronto en noviembre con la caída del gobierno autónomo. Fue reabierta el 30 de octubre de 1947, fecha que es tomada en la actualidad como la verdadera fecha de fundación. Previo a la Revolución Islámica de 1979, la universidad fue bautizada con el nombre de Universidad de Azarbadegán, para luego ser llamada Universidad de Tabriz. En 1985 el ministro iraní de Salud, Tratamiento y Educación Médica intervino en los departamentos y facultades de ciencias médicas para crear una institución independiente que hoy se llama la Universidad de Tabriz de Ciencias Médicas.

## Ciencias médicas
La sección de Ciencias Médicas de la Universidad de Tabriz, uno de los centros de educación más grandes y antiguos de Irán fue fundada en 1947. Desde 1985, la Universidad de Ciencias Médicas está separada de la antigua unión que mantenía con la Universidad de Tabriz. Esta renaciente universidad comenzó su propio programa educativo y actividades, independientemente.